# Storvallens fjällkapell
Storvallens fjällkapell är en kyrkobyggnad i byn Storvallen i Åre kommun.

## Historia
Intill Storlien ligger byn Storvallen med ett fåtal bofasta personer, men med desto fler fritidsboende. Några av dessa människor beslöt att bygga ett kapell i egen regi. En kapellstiftelse med egen styrelse leder och driver kapellets verksamhet. Åre församlings kyrkoherde är ledamot av stiftelsestyrelsen. Gudstjänster och andakter följer Svenska kyrkans ordning och bekännelse.

## Kyrkobyggnad
År 1993 invigde stiftets biskop kapellet, som liknar en stiliserad lappkåta helt byggd av naturmaterial med ett stort fönster som altartavla där utsikten fylls av massiva fjäll. Arkitekt var Knut Höijem från Norge. Golv och utvändig fasad är byggd i Offerdalsskiffer, samma material som återfinns i altaret och dopfunten.

## Inventarier
- Altare och dopfunt i Offerdalsskiffer.
- Apostlarna runt väggarna är designade av Ann-Sofie Hemmingsson i Ås, och utskurna ur täljsten från Handöl.
- Orgeln som skänkts till kapellet har tidigare stått i Ullångers gamla kyrka.

### Webbkällor
- Åre församling